# 26 de Febrero (Málaga)
26 de Febrero es un barrio perteneciente al distrito Palma-Palmilla de la ciudad española de Málaga, España. Según la delimitación oficial del ayuntamiento, limita al noroeste con el barrio de Las Virreinas; al este con el barrio de Virreina; y al sur y suroeste, con La Palmilla. Popularmente el 26 de Febrero es una de las barriadas enclavadas en el más amplio término de La Palmilla, uno de los barrios más deprimidos económicamente de España y que presenta deficiencias en distintos ámbitos urbanísticos.  
26 de febrero consta de unas 500 viviendas repartidas en 25 inmuebles, en los que viven unas 1396 personas. La tipología de bloques tipo se compone de dos volúmenes edificatorios con la altura de planta baja más cuatro, con dos viviendas por planta en cada uno de los volúmenes. En el centro de cada edificio se encuentran las escaleras y pasillos abiertos al exterior. El número de viviendas en cada planta es de cuatro. La estructura de la edificación se realizó mediante muros de carga de ladrillo macizo, forjado de viguetas y losas de hormigón. La dimensión de las viviendas es de 40 metros cuadrados. Los bloques carecen de ascensor. En esta barriada prácticamente se carece de equipamientos y el mobiliario urbano está muy deteriorado.

## Historia
En 1959 se construyen las primeras viviendas por parte de la Jefatura Provincial del Movimiento, para alojar a la población procedente de las chabolas del Arroyo del Cuarto afectada por inundaciones el año anterior. La tipología edilicia responde a bloques de viviendas de 5 plantas con planta de H, dispuestos en batería. El lenguaje estético de los edificios muestra la transición del estilo ruralizante de la autárquía al estilo funcionalista desarrollado a partir de los años 1950. El nombre de 26 de Febrero hace referencia al aniversario de la creación del Ministerio de Vivienda. 

## Ubicación geográfica
| Noroeste: Las Virreinas | Norte: Las Virreinas | Nordeste: Las Virreinas |
| Oeste: Las Virreinas    |                      | Este: La Virreina       |
| Suroeste: La Palmilla   | Sur: La Palmilla     | Sureste: La Palmilla    |

## Educación

### Educación infantil y primaria
- CEIP "26 de Febrero"

### Educación secundaria
- N/A

## Salud
- Centro de Salud "Palma-Palmilla" (La Rosaleda)

## Infraestructura
- Iglesia de San Pío X

## Transporte
Ninguna línea de la EMT transcurre dentro de los límites del barrio, si bien las siguientes líneas tienen paradas en lugares aproximados:
| Línea | Trayecto                     | Recorrido | Frecuencia    |
| ----- | ---------------------------- | --------- | ------------- |
| 15    | La Virreina - Santa Paula    | Recorrido | 11-12 minutos |
| 17    | Alameda Principal - La Palma | Recorrido | 10 minutos    |